# Stazione di Bologna Zanolini
Stazione di Bologna Zanolini vasútállomás Olaszországban, Bologna településen.

## Vasútvonalak
Az állomást az alábbi vasútvonalak érintik:
- Bologna–Portomaggiore-vasútvonal

## Kapcsolódó állomások
A vasútállomáshoz az alábbi állomások vannak a legközelebb:
- Bologna Libia railway station (Stazione di Portomaggiore, Bologna–Portomaggiore-vasútvonal)
- Stazione di Bologna Centrale (Stazione di Bologna Centrale, Bologna–Portomaggiore-vasútvonal)